# Müllachgeier
Müllachgeier är en bergstopp i Österrike.   Den ligger i distriktet Zell am See och förbundslandet Salzburg, i den centrala delen av landet, 300 km väster om huvudstaden Wien. Toppen på Müllachgeier är 2 254 meter över havet, eller 39 meter över den omgivande terrängen. Bredden vid basen är 0,28 km.
Terrängen runt Müllachgeier är bergig österut, men västerut är den kuperad. Runt Müllachgeier är det ganska glesbefolkat, med 34 invånare per kvadratkilometer.. Närmaste större samhälle är Alpbach, 18,7 km nordväst om Müllachgeier. 
Trakten runt Müllachgeier består i huvudsak av gräsmarker.